# Kerk van Hackvad
De kerk van Hackvad in de Zweedse gemeente Lekeberg is het derde exemplaar dat ter plaatse is gebouwd. De eerste, waarvan vandaag de dag alleen de westtoren nog over is, is vermoedelijk tijdens de tweede helft van de 12e eeuw gebouwd. Dit was een kleine kerk. Tegen het einde van de 18e eeuw was deze zo in vervallen staat, dat renoveren noch uitbouwen denkbaar was. Geestelijke Kämpe schreef in 1779 toen hij een collecte voor een nieuwe kerk wilde opstarten: „Het is de kleinste en belabberdste kerk die er is in deze plaats“. Een jaar later had men genoeg financiële middelen om met de bouw van een nieuwe kerk te beginnen. De bouw stond onder leiding van aannemer Daniel Moberg uit Mosås. Om de middeleeuwse muren werden nieuwe gebouwd, ook weer van zand- en kalksteen. De toren werd onberoerd gelaten. Het koor kreeg een driehoekige vorm. Op 29 september 1782 werd de kerk officieel geopend. In 1797 kwam er een orgel met negen stemmen in de kerk.

## Verwoestende brand
De kerk die men met moeite en opoffering tussen 1780 en 1782 gebouwd had, werd slechts 120 jaar oud. Op 27 april 1902 verwoestte een brand de hele kerk. De brand brak tijdens de hoogmis uit. Het lukte slechts een paar inventarisstukken te redden. Het meeste werd verwoest, waaronder de twee klokken in de toren.

## De derde kerk
De huidige kerk van Hackvad is de derde kerk die hier door de jaren heen heeft gestaan. Architect Magnus Dahlander uit Örebro besloot te bouwen op de fundering van de verwoeste kerk. Op de overgebleven stukken muur werd verder gebouwd met stenen. De nieuwe kerk kreeg dus dezelfde afmetingen als de afgebrande kerk. Als bouwstijl werd er voor de jugendstil gekozen, iets dat vooral is terug te zien in de ramen. Hout voor de bouw van de toren werd geschonken door het district. De bouw kostte 36.000 Zweedse kronen. Nieuwe klokken werden geschonken door landheer Carl Wetter van Bärsta. Het altaarstuk dat in de 18de-eeuwse kerk zat, werd vervangen door een beschilderd koorraam, met als motief de Goede Herder. In het zuidelijke deel van het koor werd in 1964 nog een beschilderd raam geplaatst. Dit raam was een geschenk van onderwijzeres Anna Lundin en gemaakt door kunstenaar Fredrik Henkelman. De Afbeelding stelt de Boom des Levens voor.

## Situering
De kerk staat op een esker, waardoor deze nog duidelijker in het door akkers en weilanden gedomineerde landschap aanwezig is. Tevens bevinden er zich meerdere drumlins in de nabijheid van de kerk.
Edsberg · Hackvad · Hidinge, nieuwe kerk · Hidinge, oude kerk · Knista · Kräcklinge · Kvistbro · Mullhyttan · Tångeråsa
Zweden · Örebro län · Närke · Lekeberg